# Parasutterella secunda
Parasutterella secunda es una bacteria gramnegativa del género Parasutterella. Fue descrita en el año 2011. Su etimología hace referencia a segunda. Es anaerobia estricta e inmóvil. Tiene un tamaño de 0,4-1,3 μm de ancho por 0,6-1,7 μm de largo, con forma cocobacilar. Forma colonias circulares, convexas y de color traslúcido-beige tras 4 días de incubación en agar GAM. Temperatura óptima de crecimiento de 37 °C. Catalasa y oxidasa negativas. Se ha aislado de heces humanas.